# Cetoacid

Acid piruvic (top), acid acetoacetic și acid levulinic (jos)

Un cetoacid este un compus organic care conține grupe funcționale de tip acid carboxilic și cetonă. Alfa-cetoacizii sunt compuși importanți din punct de vedere biologic, fiind implicați în ciclul Krebs al acidului citric și în procesele de glicoliză (cum este acidul piruvic, de exemplu).
Prefixul -oxo și respectiv -ceto fac referire la grupa funcțională cetonă din molecula compusului, și trebuie să nu se facă confuzie cu oxoacizii.

## Tipuri
Principalele tipuri de cetoacizi sunt:
- Alfa-cetoacizii (sau 2-oxoacizii), precum acidul piruvic, conțin grupa cetonă în poziție adiacentă grupei carboxilice. Un alfa-aminoacid important este acidul oxaloacetic, un component al ciclului Krebs.[3] Un altul este acidul alfa-cetoglutaric, și respectiv baza sa conjugată (alfa-cetoglutaratul), un cetoacid cu cinci atomi de carbon derivat de la acidul glutamic, care funcționează ca și coenzimă.[4]
- Beta-cetoacizii (sau 3-oxoacizii), precum acidul acetoacetic, conțin grupa cetonă în poziția beta, adică la al doilea carbon aflat față de grupa carboxilică. Se pot forma prin reacții de condensare Claisen.
- Gama-cetoacizii (sau 4-oxoacizii), precum acidul levulinic, conțin grupa cetonă în poziția gama, adică la al treilea carbon aflat față de grupa carboxilică.